# Duru-Verinag
Duru-Verinag é uma cidade e uma notified area committee no distrito de Anantnag, no estado indiano de Jammu e Caxemira.

## Demografia
Segundo o censo de 2001, Duru-Verinag tinha uma população de 16 727 habitantes. Os indivíduos do sexo masculino constituem 54% da população e os do sexo feminino 46%. Duru-Verinag tem uma taxa de literacia de 49%, inferior à média nacional de 59,5%: a literacia no sexo masculino é de 60% e no sexo feminino é de 36%. Em Duru-Verinag, 11% da população está abaixo dos 6 anos de idade.